# Cúmulo abierto M50
Messier 50 (también conocido como M50 o NGC 2323) es un cúmulo abierto en la constelación Monoceros. Fue descubierto quizá por Giovanni Cassini antes de 1711 e independientemente descubierto por Charles Messier en 1772. El M50 está a una distancia de unos 3.000 años luz desde la Tierra.